# Empleos y divisas de la OTAN

## Introducción: La estandarización como pilar de la alianza
En el complejo escenario de las operaciones militares multinacionales, la Organización del Tratado del Atlántico Norte ha desarrollado meticulosamente un sistema de códigos estandarizados que representa uno de los pilares fundamentales para la interoperabilidad entre las fuerzas armadas de sus países miembros. Este sistema, lejos de ser una mera nomenclatura burocrática, constituye la piedra angular que permite equiparar los diferentes empleos militares entre naciones con tradiciones castrenses y estructuras jerárquicas diversas, facilitando así la comunicación, el mando y la coordinación efectiva durante ejercicios conjuntos y operaciones reales. 
La estandarización no es un capricho administrativo, sino una necesidad operativa vital en un entorno donde fuerzas de distintas nacionalidades deben trabajar coordinadamente bajo estructuras de mando unificadas. A través de este sistema codificado, un oficial español puede comprender inmediatamente su posición jerárquica equivalente cuando trabaja con homólogos británicos, turcos o canadienses, eliminando ambigüedades potencialmente peligrosas en situaciones de crisis.

## Génesis y evolución del STANAG 2116

### Orígenes históricos
El sistema actual tiene sus raíces en los esfuerzos iniciales de estandarización que comenzaron a materializarse formalmente en 1978, cuando se establecieron las categorías de referencia para los códigos de rango de la OTAN en el documento oficialmente titulado "NATO Codes for Grades of Military Personnel", conocido técnicamente como STANAG 2116. Este acuerdo de estandarización (Standardization Agreement) surgió como respuesta a la necesidad creciente de unificar criterios operativos en una alianza militar que expandía tanto su membresía como sus capacidades.

### Desarrollo y actualizaciones
Desde su concepción inicial, el STANAG 2116 ha experimentado una evolución constante, adaptándose a los cambios organizativos y operacionales de la Alianza. A lo largo de sus múltiples ediciones, ha ido refinando los criterios de equivalencia y ampliando su alcance para abarcar nuevas realidades militares. La versión actualmente vigente, la séptima edición, representa la culminación de décadas de perfeccionamiento y ajustes basados en la experiencia acumulada durante innumerables ejercicios multinacionales y operaciones reales. 

## Arquitectura del sistema de codificación

### Fundamentos estructurales
El sistema de codificación militar de la OTAN se fundamenta en dos escalas principales claramente diferenciadas, cada una con su propia nomenclatura y jerarquía interna. Esta dualidad refleja la división tradicional entre oficiales y el resto del personal militar, pero lo hace mediante un sistema uniforme aplicable a todas las naciones miembros:
- OF (Officer): Designación utilizada para identificar todos los rangos de oficiales, desde los más noveles hasta los altos mandos.
- OR (Other Ranks): Clasificación aplicada al resto del personal militar, abarcando suboficiales, tropa y marinería.

Esta arquitectura dual permite una categorización precisa que trasciende las particularidades nacionales y facilita la integración operativa multinacional.

### Jerarquía codificada
El sistema establece una graduación numérica ascendente dentro de cada escala, creando así un mapa jerárquico completo que abarca todos los niveles de mando y responsabilidad:
- OF-6 a OF-10: Esta secuencia, ordenada de menor a mayor rango, comprende los empleos correspondientes a oficiales generales, desde general de brigada (OF-6) hasta capitán general (OF-10), este último generalmente reservado para situaciones excepcionales o funciones ceremoniales.
- OF-1 a OF-5: Abarca la progresión jerárquica de oficiales, desde alférez o teniente (OF-1) hasta coronel (OF-5), constituyendo el cuerpo principal de mando operativo en las unidades militares.
- OR-6 a OR-9: Corresponde a los diversos rangos de suboficiales, desde sargento (OR-6) hasta suboficial mayor (OR-9), personal esencial en la cadena de mando como nexo entre oficiales y tropa.
- OR-1 a OR-5: Engloba los empleos de tropa y marinería, desde soldado o marinero (OR-1) hasta cabo primero o cabo mayor (OR-5), constituyendo la base numérica de las fuerzas armadas.

Es importante señalar que, como reflejo de las particularidades nacionales, no todos los países utilizan la totalidad de los códigos establecidos, y en algunos casos específicos, puede existir más de un empleo militar nacional correspondiente a un mismo código OTAN.

## Aplicación documental y normativa
El sistema completo de códigos y sus equivalencias entre los diferentes ejércitos nacionales se encuentra minuciosamente documentado en el STANAG 2116, edición 7, formalmente titulado "NATO CODES FOR GRADES OF MILITARY PERSONNEL" y también referenciado como APersP-01. Este documento normativo constituye la referencia oficial para todos los países miembros en materia de equivalencia jerárquica militar. 
La norma detalla exhaustivamente las correspondencias entre los códigos estandarizados y los empleos específicos de cada nación, proporcionando así una herramienta indispensable para la planificación y ejecución de operaciones conjuntas. Su relevancia trasciende el ámbito puramente administrativo para convertirse en un instrumento operativo de primer orden.

## Implementación en España

### Adopción oficial
En el caso específico de España, la séptima edición del STANAG 2116 fue oficialmente implantada mediante una resolución del jefe de Estado Mayor de la Defensa publicada en el Boletín Oficial del Ministerio de Defensa, entrando en vigor el 2 de agosto de 2021. Esta implementación formal supuso la actualización del sistema previamente utilizado y su alineación completa con los estándares más recientes establecidos por la Alianza.

### Actualizaciones recientes
Con posterioridad a su implantación inicial, la norma ha experimentado refinamientos adicionales, siendo la más significativa la modificación del documento APersP-01 realizada el 16 de junio de 2022, que supuso la publicación de la edición A, versión 3. Estas actualizaciones periódicas demuestran el carácter dinámico del sistema y su capacidad para adaptarse a las necesidades cambiantes de las fuerzas armadas modernas.

## Relevancia operativa y proyección futura

### Impacto en la interoperabilidad
La estandarización de códigos para empleos militares trasciende lo meramente simbólico para convertirse en un factor crítico de interoperabilidad. Durante ejercicios multinacionales como Ramstein Flag, Vigorous Warrior o Paladin Strike, este sistema permite que comandantes y tropas de diferentes nacionalidades entiendan claramente la cadena de mando y las responsabilidades asociadas a cada nivel jerárquico.
La estructura codificada facilita múltiples aspectos operativos esenciales: 
- Establece canales de comunicación eficientes entre fuerzas de distintos países.
- Clarifica las relaciones de mando en operaciones conjuntas.
- Agiliza la gestión de personal en despliegues multinacionales.
- Estandariza la documentación operativa y administrativa.

### Perspectivas de evolución
Como sucede con todas las normativas OTAN, el sistema de codificación jerárquica continuará su evolución adaptativa. Ya se anticipan nuevas versiones y ediciones que responderán a los cambiantes requisitos operativos de la Alianza y a la incorporación de nuevos miembros con sus propias tradiciones militares. Este proceso evolutivo garantiza la vigencia y funcionalidad del sistema en un entorno de seguridad internacional en constante transformación.

## Códigos OTAN y sus respectivos empleos

#### TABLA PROPUESTA
Tabla ajustada según la correspondencia de los empleos de las Fuerzas Armadas Españolas con los empleos del resto de ejércitos que conforman el Comité Militar de la OTAN.
| Código OTAN | OF-10           | OF-9                | OF-8             | OF-7                | OF-6               | OF-5    | OF-4             | OF-3       | OF-2    | OF-1     | OF-1    |
| ----------- | --------------- | ------------------- | ---------------- | ------------------- | ------------------ | ------- | ---------------- | ---------- | ------- | -------- | ------- |
| Divisa      |                 |                     |                  |                     |                    |         |                  |            |         |          |         |
| Empleo      | Capitán General | General de Ejército | Teniente General | General de División | General de Brigada | Coronel | Teniente Coronel | Comandante | Capitán | Teniente | Alférez |

| Código OTAN | OR-9             | OR-8        | OR-7    | OR-6             | OR-5     | OR-4       | OR-4         | OR-3 | OR-2    | OR-1    |
| ----------- | ---------------- | ----------- | ------- | ---------------- | -------- | ---------- | ------------ | ---- | ------- | ------- |
| Divisa      |                  |             |         |                  |          |            |              |      |         |         |
| Empleo      | Suboficial Mayor | Subteniente | Brigada | Sargento Primero | Sargento | Cabo Mayor | Cabo Primero | Cabo | Soldado | Soldado |

#### TABLA ORIGINAL
Tabla original presentada en la norma APersP-01(A)(3).
| Código OTAN | OF-10           | OF-9                | OF-8             | OF-7                | OF-6               | OF-5    | OF-4             | OF-3       | OF-2    | OF-1     | OF-1    |
| ----------- | --------------- | ------------------- | ---------------- | ------------------- | ------------------ | ------- | ---------------- | ---------- | ------- | -------- | ------- |
| Divisa      |                 |                     |                  |                     |                    |         |                  |            |         |          |         |
| Empleo      | Capitán General | General de Ejército | Teniente General | General de División | General de Brigada | Coronel | Teniente Coronel | Comandante | Capitán | Teniente | Alférez |

| Código OTAN | OR-9             | OR-9        | OR-8    | OR-7             | OR-6     | OR-5       | OR-4         | OR-3 | OR-2               | OR-1    |
| ----------- | ---------------- | ----------- | ------- | ---------------- | -------- | ---------- | ------------ | ---- | ------------------ | ------- |
| Divisa      |                  |             |         |                  |          |            |              |      |                    |         |
| Empleo      | Suboficial Mayor | Subteniente | Brigada | Sargento Primero | Sargento | Cabo Mayor | Cabo Primero | Cabo | Soldado de primera | Soldado |

## Documentación
Cuando un documento de dotación incluya personal de diferentes naciones y/o servicios, el empleo deberá ir precedido del código de identificación nacional (ISO 3166-1 alfa-3) y de una de las siguientes abreviaturas del servicio en cuestión: (A) para el Ejército de Tierra, (N) para la Armada y (AF) para el Ejército del Aire y del Espacio.
| Nomenclatura           | Identificación                                                                        |
| ---------------------- | ------------------------------------------------------------------------------------- |
| ESP (A) OR-1 Cifuentes | Soldado Cifuentes (Ejército de Tierra) Fuerzas Armadas españolas.                     |
| ESP (N) OF-2 Segura    | Teniente de Navío Segura (Armada) Fuerzas Armadas españolas.                          |
| ESP (AF) OR-4 Piñeiro  | Cabo Primero Piñeiro (Ejército del Aire y del Espacio) Fuerzas Armadas españolas.     |
| ESP (A) OF-1 Nogales   | Teniente Nogales (Ejército de Tierra) Fuerzas Armadas españolas.                      |
| ESP (N) OR-5 Vilanova  | Sargento Vilanova (Armada) Fuerzas Armadas españolas.                                 |
| ESP (AF) OF-4 Alarcón  | Teniente Coronel Alarcón (Ejército del Aire y del Espacio) Fuerzas Armadas españolas. |

## Empleos y divisas

### Ejército de tierra
- Empleos y divisas de los oficiales de los ejércitos de la OTAN
- Empleos y divisas de los suboficiales y tropa de los ejércitos de la OTAN

### Ejército del Aire (y del Espacio) o Fuerza aérea
- Empleos y divisas de los oficiales de las fuerzas aéreas de la OTAN
- Empleos y divisas de los suboficiales y tropa de las fuerzas aéreas de la OTAN

### Armada (marina de guerra)
- Empleos y divisas de los oficiales de las armadas de la OTAN
- Empleos y divisas de los suboficiales y marinería de las armadas de la OTAN